# Ḩamzak
Ḩamzak (persiska: حمزک) är en ort i Iran.   Den ligger i provinsen Nordkhorasan, i den nordöstra delen av landet, 500 km nordost om huvudstaden Teheran. Ḩamzak ligger 663 meter över havet och antalet invånare är 146.
Terrängen runt Ḩamzak är kuperad åt sydost, men åt nordväst är den platt.Runt Ḩamzak är det ganska glesbefolkat, med 27 invånare per kvadratkilometer. Närmaste större samhälle är Khartūt, 3,1 km nordost om Ḩamzak. Trakten runt Ḩamzak består i huvudsak av gräsmarker.